# Xã Elkhart, Quận Elkhart, Indiana
Xã Elkhart (tiếng Anh: Elkhart Township) là một xã thuộc quận Elkhart, tiểu bang Indiana, Hoa Kỳ. Năm 2010, dân số của xã này là 36.487 người.